# ニコラ・ゴダン
ニコラ・ゴダン（英語: Nicolas Godin、1969年12月25日 - ）は、フランスのミュージシャン。エールの一人として広く知られている。

## 生い立ち
フランス、イル＝ド＝フランス、ル・シェネで生まれたゴダンはベルサイユ国立高等建築学校で建築を勉強。後にエールのパートナーとなるジャン＝ブノワ・ダンケルもそこでゴダンと共に数学を勉強していた。
ゴダンはエール結成前、ジャン＝ブノワ・ダンケル、アレックス・ゴファー、ザヴィエ・ジャモ、ジャン・ド・レドレと共にオレンジというバンドのメンバーだった。ゴダンとジャン＝ブノワは十代であった1980年代から共に音楽活動をしている。

## キャリア初期
エールは「Amour, Imagination, Rêve (愛、想像、夢）」の頭文字からきている。エールは最初ソロ・プロジェクトだった。当時、建築を勉強していた学生で、アマチュア・ミュージシャンでもあったゴダンは、フランスのインディレーベルのSourceがリリースするコンピレーション・アルバムのためにトラックを作ってほしいという話を友人から受ける。ゴダンはポータ・スタジオで「Modular Mix」を制作し、アルバム『Source Lab』に収録された。その後、1996年にイギリスのレーベルMo' Waxから再リリースされている。

## エール
ソロ・プロジェクトでのリリースをきっかけに、ゴダンはクラシック・ピアノの経験があるジャン＝ブノワ・ダンケルをエールに誘う。それからは共に「J'ai Dormi Sous L'eau」「Les Professionnels」「Casanova 70」「Le Soleil Est Près De Moi」などのマキシ・シングルを制作した。そして1997年、Sourceはエールにアルバムの制作を依頼する。パリにあるレコーディングスタジオStudio de Saint-Nomで数か月間制作をする。
1998年にデビュー・アルバム『Moon Safari』をリリース。シンセサイザー、弦楽器、ギターなどの楽器を混合することは当時のエレクトロニカ・ジャンルでは珍しかった。『Moon Safari』はイギリスでプラチナディスクに認定され、フランスではゴールドディスクに認定された。

## ソロ・プロジェクト
2015年9月18日、ゴダンは初のソロ・アルバムで、ヨハン・ゼバスティアン・バッハの影響を受けたアルバム『Contrepoint』をビコーズ・ミュージックからリリース。ゴダンはフランスの番組『シークレットサービス マル秘ミッション』（2015年-現在）のサウンドトラックを作曲。ゴダンは2枚目のアルバム『Concrete and Glass』を2020年1月24日にビコーズ・ミュージックからリリースする。

## ディスコグラフィ

### アルバム
| タイトル           | 年   | チャート順位   | チャート順位   | チャート順位   |
| タイトル           | 年   | FRA            | BEL (Fl)       | BEL (Wa)       |
| ------------------ | ---- | -------------- | -------------- | -------------- |
| Contrepoint        | 2015 | 75             | 95             | 43             |
| Concrete and Glass | 2020 | To be released | To be released | To be released |